# Fins voetbalelftal in 2013
Het Fins voetbalelftal speelde in totaal twaalf interlands in het jaar 2013, waaronder zes wedstrijden in de kwalificatiereeks voor de WK-eindronde 2014 in Brazilië. De ploeg stond onder leiding van oud-international Mika-Matti Paatelainen. Op de FIFA-wereldranglijst steeg Finland in 2013 van de 84ste (januari 2013) naar de 64ste plaats (december 2013).

## Balans
| Wedstrijden | Wedstrijden | Wedstrijden | Wedstrijden | Doelpunten | Doelpunten | Doelpunten | Punten |
| Gespeeld    | Winst       | Gelijk      | Verlies     | Voor       | Tegen      | Saldo      | Punten |
| ----------- | ----------- | ----------- | ----------- | ---------- | ---------- | ---------- | ------ |
| 12          | 5           | 3           | 4           | 14         | 14         | 0          | 1.083  |

## Interlands
|                                                                                 |                             |       |                                                           |                                                                                       |
| 23 januari Vriendschappelijk King's Cup 2013 № 734 «onderlinge duels» 20:00 uur | Thailand                    | 1 – 3 | Finland                                                   | Anniversary Stadium, Chiang Mai Toeschouwers: 7.000 Scheidsrechter: Minh Tri Vo (VIE) |
| 23 januari Vriendschappelijk King's Cup 2013 № 734 «onderlinge duels» 20:00 uur | Narubadin Weerawatnodom 68' |       | 5' Mikko Sumusalo 12' Mikael Forssell 87' Mikael Forssell | Anniversary Stadium, Chiang Mai Toeschouwers: 7.000 Scheidsrechter: Minh Tri Vo (VIE) |

|                                                                                 |         |                                                        |        |                                                                                               |
| 26 januari Vriendschappelijk King's Cup 2013 № 735 «onderlinge duels» 18:00 uur | Finland | 0 – 3                                                  | Zweden | Anniversary Stadium, Chiang Mai Toeschouwers: 5.000 Scheidsrechter: Chaiya Alee Mahapab (THA) |
| 26 januari Vriendschappelijk King's Cup 2013 № 735 «onderlinge duels» 18:00 uur |         | 23' Tobias Hysén 73' Robin Quaison 90' Anders Svensson |        | Anniversary Stadium, Chiang Mai Toeschouwers: 5.000 Scheidsrechter: Chaiya Alee Mahapab (THA) |

|                                                                 |                                       |       |                     |                                                                                    |
| 6 februari Vriendschappelijk № 736 «onderlinge duels» 19:00 uur | Israël                                | 2 – 1 | Finland             | Netanya Stadion, Netanya Toeschouwers: 5.000 Scheidsrechter: Padraigh Sutton (IRL) |
| 6 februari Vriendschappelijk № 736 «onderlinge duels» 19:00 uur | Eden Ben Basat 2' Lior Refaelov 90+3' |       | 87' Petteri Forsell | Netanya Stadion, Netanya Toeschouwers: 5.000 Scheidsrechter: Padraigh Sutton (IRL) |

|                                                                     |                  |       |                 |                                                                                     |
| 22 maart WK-kwalificatie Groep I № 737 «onderlinge duels» 20:45 uur | Spanje           | 1 – 1 | Finland         | Estadio El Molinón, Gijón Toeschouwers: 28.000 Scheidsrechter: Ovidiu Haţegan (ROM) |
| 22 maart WK-kwalificatie Groep I № 737 «onderlinge duels» 20:45 uur | Sergio Ramos 49' |       | 79' Teemu Pukki | Estadio El Molinón, Gijón Toeschouwers: 28.000 Scheidsrechter: Ovidiu Haţegan (ROM) |

|                                                               |           |                                                         |         |                                                                                       |
| 26 maart Vriendschappelijk № 738 «onderlinge duels» 19:30 uur | Luxemburg | 0 – 3                                                   | Finland | Stade Josy Barthel, Luxemburg Toeschouwers: 856 Scheidsrechter: Jonathan Lardot (BEL) |
| 26 maart Vriendschappelijk № 738 «onderlinge duels» 19:30 uur |           | 43' Alexander Ring 51' Mikael Forssell 90' Joona Toivio |         | Stade Josy Barthel, Luxemburg Toeschouwers: 856 Scheidsrechter: Jonathan Lardot (BEL) |

|                                                                   |                       |       |             |                                                                                |
| 7 juni WK-kwalificatie Groep I № 739 «onderlinge duels» 18:00 uur | Finland               | 1 – 0 | Wit-Rusland | Olympiastadion, Helsinki Toeschouwers: 24.916 Scheidsrechter: Eli Hacmon (ISR) |
| 7 juni WK-kwalificatie Groep I № 739 «onderlinge duels» 18:00 uur | Kasper Hämäläinen 57' |       |             | Olympiastadion, Helsinki Toeschouwers: 24.916 Scheidsrechter: Eli Hacmon (ISR) |

|                                                                    |                         |       |                 |                                                                                |
| 11 juni WK-kwalificatie Groep I № 740 «onderlinge duels» 20:00 uur | Wit-Rusland             | 1 – 1 | Finland         | Zentral Stadion, Gomel Toeschouwers: 5.000 Scheidsrechter: Libor Kovařík (CZE) |
| 11 juni WK-kwalificatie Groep I № 740 «onderlinge duels» 20:00 uur | Dzmitry Verkhavtsov 85' |       | 22' Teemu Pukki | Zentral Stadion, Gomel Toeschouwers: 5.000 Scheidsrechter: Libor Kovařík (CZE) |

|                                                                  |                                            |       |          |                                                                                  |
| 14 augustus Vriendschappelijk № 741 «onderlinge duels» 18:00 uur | Finland                                    | 2 – 0 | Slovenië | Veritas Stadion, Turku Toeschouwers: 6.500 Scheidsrechter: Simon Lee Evans (WAL) |
| 14 augustus Vriendschappelijk № 741 «onderlinge duels» 18:00 uur | Niklas Moisander 35' Kasper Hämäläinen 82' |       |          | Veritas Stadion, Turku Toeschouwers: 6.500 Scheidsrechter: Simon Lee Evans (WAL) |

|                                                                        |         |                                   |        |                                                                                |
| 6 september WK-kwalificatie Groep I № 742 «onderlinge duels» 20:30 uur | Finland | 0 – 2                             | Spanje | Olympiastadion, Helsinki Toeschouwers: 35.000 Scheidsrechter: Ivan Bebek (CRO) |
| 6 september WK-kwalificatie Groep I № 742 «onderlinge duels» 20:30 uur |         | 18' Jordi Alba 86' Álvaro Negredo |        | Olympiastadion, Helsinki Toeschouwers: 35.000 Scheidsrechter: Ivan Bebek (CRO) |

|                                                                         |         |                      |         |                                                                                            |
| 10 september WK-kwalificatie Groep I № 743 «onderlinge duels» 20:00 uur | Georgië | 0 – 1                | Finland | Micheil Meschistadion, Tbilisi Toeschouwers: 15.000 Scheidsrechter: Leontios Trattou (CYP) |
| 10 september WK-kwalificatie Groep I № 743 «onderlinge duels» 20:00 uur |         | 74' Roman Jerjomenko |         | Micheil Meschistadion, Tbilisi Toeschouwers: 15.000 Scheidsrechter: Leontios Trattou (CYP) |

|                                                                       |                                                            |       |         |                                                                                             |
| 15 oktober WK-kwalificatie Groep I № 744 «onderlinge duels» 20:00 uur | Frankrijk                                                  | 3 – 0 | Finland | Stade de France, Saint-Denis Toeschouwers: 68.000 Scheidsrechter: Mihalis Koukoulakis (GRE) |
| 15 oktober WK-kwalificatie Groep I № 744 «onderlinge duels» 20:00 uur | Franck Ribéry 8' Joona Toivio 76' (e.d.) Karim Benzema 87' |       |         | Stade de France, Saint-Denis Toeschouwers: 68.000 Scheidsrechter: Mihalis Koukoulakis (GRE) |

|                                                                  |               |       |                  |                                                                                               |
| 16 november Vriendschappelijk № 745 «onderlinge duels» 19:00 uur | Wales         | 1 – 1 | Finland          | Cardiff City Stadium, Cardiff Toeschouwers: 11.809 Scheidsrechter: Sébastien Delferière (BEL) |
| 16 november Vriendschappelijk № 745 «onderlinge duels» 19:00 uur | Andy King 58' |       | 90+1' Riku Riski | Cardiff City Stadium, Cardiff Toeschouwers: 11.809 Scheidsrechter: Sébastien Delferière (BEL) |

## FIFA-wereldranglijst
| JAN | FEB | MAR | APR | MEI | JUN | JUL | AUG | SEP | OKT | NOV | DEC |
| --- | --- | --- | --- | --- | --- | --- | --- | --- | --- | --- | --- |
| 84  | 85  | 87  | 82  | 83  | 84  | 65  | 65  | 56  | 63  | 64  | 64  |

## Statistieken
| Niki Mäenpää         | 1985-01-23 | VVV-Venlo            | 9  | 0 | 0 | 20 | 0  |
| Lukáš Hrádecký       | 1989-11-24 | Esbjerg fB           | 1  | 2 | 0 | 15 | 0  |
| Jesse Joronen        | 1993-03-21 | FC Lahti             | 1  | 0 | 0 | 1  | 0  |
| Henri Sillanpää      | 1979-06-04 | VPS Vaasa            | 0  | 1 | 0 | 7  | 0  |
| Verdediging          |            |                      |    |   |   |    |    |
| Kari Arkivuo         | 1983-06-23 | BK Häcken            | 9  | 2 | 0 | 30 | 1  |
| Niklas Moisander     | 1985-09-29 | Ajax Amsterdam       | 8  | 0 | 1 | 39 | 2  |
| Petri Pasanen        | 1980-09-24 | Aarhus GF            | 5  | 1 | 0 | 76 | 0  |
| Jukka Raitala        | 1988-09-15 | sc Heerenveen        | 5  | 1 | 0 | 23 | 0  |
| Veli Lampi           | 1984-07-18 | Arsenal Kiev         | 3  | 1 | 0 | 31 | 0  |
| Juhani Ojala         | 1989-06-19 | Terek Grozny         | 3  | 1 | 0 | 10 | 0  |
| Joona Toivio         | 1988-03-10 | Djurgårdens IF       | 2  | 3 | 1 | 21 | 2  |
| Jarkko Hurme         | 1986-06-04 | TPS Turku            | 1  | 3 | 0 | 5  | 0  |
| Jere Uronen          | 1994-07-13 | Helsingborgs IF      | 1  | 0 | 0 | 6  | 0  |
| Paulus Arajuuri      | 1988-06-15 | Kalmar FF            | 1  | 2 | 0 | 6  | 0  |
| Mikko Sumusalo       | 1990-03-12 | HJK Helsinki         | 2  | 0 | 1 | 3  | 1  |
| Tuomas Rannankari    | 1991-05-21 | KuPS Kuopio          | 0  | 1 | 0 | 3  | 0  |
| Sebastian Sorsa      | 1984-01-25 | HJK Helsinki         | 1  | 0 | 0 | 2  | 0  |
| Jani Tanska          | 1988-07-29 | TPS Turku            | 1  | 0 | 0 | 1  | 0  |
| Tapio Heikkilä       | 1990-04-08 | HJK Helsinki         | 0  | 1 | 0 | 1  | 0  |
| Valtteri Moren       | 1991-06-15 | HJK Helsinki         | 0  | 1 | 0 | 1  | 0  |
| Lum Rexhepi          | 1992-08-03 | FC Honka             | 0  | 1 | 0 | 1  | 0  |
| Middenveld           |            |                      |    |   |   |    |    |
| Roman Jerjomenko     | 1987-03-19 | Roebin Kazan         | 10 | 0 | 1 | 57 | 3  |
| Alexander Ring       | 1991-04-09 | 1. FC Kaiserslautern | 9  | 0 | 1 | 23 | 1  |
| Teemu Tainio         | 1979-11-27 | HJK Helsinki         | 7  | 2 | 0 | 61 | 6  |
| Kasper Hämäläinen    | 1986-08-08 | Lech Poznań          | 6  | 4 | 2 | 40 | 9  |
| Përparim Hetemaj     | 1986-12-12 | Chievo Verona        | 5  | 2 | 0 | 26 | 3  |
| Tim Sparv            | 1987-02-20 | SpVgg Greuther Fürth | 4  | 3 | 0 | 35 | 1  |
| Markus Halsti        | 1984-03-19 | Malmö FF             | 4  | 4 | 0 | 19 | 0  |
| Rasmus Schüller      | 1991-06-18 | HJK Helsinki         | 5  | 2 | 0 | 7  | 0  |
| Toni Kolehmainen     | 1988-07-20 | Hønefoss BK          | 1  | 0 | 0 | 7  | 3  |
| Aleksej Jerjomenko   | 1983-03-24 | Kairat Almaty        | 0  | 1 | 0 | 59 | 14 |
| Petteri Forsell      | 1990-10-16 | IFK Mariehamn        | 0  | 1 | 1 | 1  | 1  |
| Mika Väyrynen        | 1981-12-28 | HJK Helsinki         | 2  | 0 | 0 | 59 | 5  |
| Sakari Mattila       | 1989-07-14 | HJK Helsinki         | 1  | 0 | 0 | 1  | 0  |
| Moshtagh Yaghoubi    | 1994-11-08 | FC Honka             | 1  | 0 | 0 | 1  | 0  |
| Robin Lod            | 1993-04-17 | HJK Helsinki         | 1  | 0 | 0 | 1  | 0  |
| Joni Kauko           | 1990-07-12 | FSV Frankfurt        | 0  | 1 | 0 | 1  | 0  |
| Petteri Pennanen     | 1990-07-12 | TPS Turku            | 0  | 1 | 0 | 1  | 0  |
| Jussi Vasara         | 1987-05-14 | FC Honka             | 0  | 1 | 0 | 1  | 0  |
| Aanval               |            |                      |    |   |   |    |    |
| Teemu Pukki          | 1990-03-29 | Celtic               | 10 | 0 | 2 | 29 | 6  |
| Riku Riski           | 1989-08-16 | Hønefoss BK          | 4  | 4 | 1 | 16 | 2  |
| Mikael Forssell      | 1981-03-15 | HJK Helsinki         | 1  | 4 | 3 | 86 | 29 |
| Mika Ojala           | 1988-06-21 | BK Häcken            | 2  | 0 | 0 | 7  | 0  |
| Erfan Zeneli         | 1986-12-28 | HJK Helsinki         | 1  | 2 | 0 | 3  | 0  |
| Timo Furuholm        | 1987-10-11 | Fortuna Düsseldorf   | 0  | 2 | 0 | 10 | 2  |
| Njazi Kuqi           | 1983-03-25 | Atromitos            | 0  | 1 | 0 | 12 | 5  |
| Joel Pohjanpalo      | 1994-09-13 | VfR Aalen            | 0  | 1 | 0 | 2  | 0  |
| Sebastian Mannström  | 1988-10-29 | HJK Helsinki         | 0  | 2 | 0 | 5  | 0  |
| Roni Porokara        | 1983-12-12 | FC Honka             | 0  | 1 | 0 | 23 | 5  |
| Sebastian Strandvall | 1986-09-16 | VPS Vaasa            | 0  | 1 | 0 | 1  | 0  |
| Tim Väyrynen         | 1993-03-30 | FC Honka             | 0  | 1 | 0 | 1  | 0  |